# 杰恩·曼斯菲尔德
珍·曼絲菲（英語：Jayne Mansfield，1933年4月19日—1967年6月29日），美国女演员，曾活躍於百老汇和好莱坞。

## 生平
她在20世纪的1950年代，是美國金发性感象徵之一。曼絲菲曾主演過多部好莱坞电影。在这些电影中，她多以金发和暴露服装的形象示人。曾是《花花公子》雜誌1955年2月號的玩伴女郎，当她的照片在杂志上刊載后，使當期杂志的销量连翻数倍，之後並於同刊物陸續登場達30多次。尽管银幕生涯较短，但她参演的多部电影获得票房成功。她赢得过世界戏剧奖、金球奖和金桂冠。
進入1960年代後，由于金发性感美女不再迎合市场胃口，曼絲菲失去以往的票房号召力，且只好接演一些通俗劇與喜劇。她在职业生涯后期，為所工作的夜总会吸引了大批市民和慕名而来的遊客。
1967年6月29日，曼絲菲死于车祸，年仅34岁。
2025年，她的女兒瑪莉絲卡·哈吉塔執導了一部紀錄片《我的母親珍曼絲菲》(My Mom Jayne)，以紀念在自己三歲半時就過世的母親。

## 家庭
曾有三次婚姻，兩次離婚，並育有五名子女。但她的感情生活相當豐富，據稱包括甘迺迪家族的羅伯·甘迺迪與約翰·甘迺迪等人，都曾是她的入幕之賓。她的女兒瑪莉絲卡·哈吉塔，如今仍於演藝圈活躍。